# 4387 Танака
4387 Танака (4387 Tanaka) — астероїд головного поясу, відкритий 19 вересня 1973 року.
Тіссеранів параметр щодо Юпітера — 3,498.
Названо на честь Танаки (яп. たなか(田中) танака).